# Джулелал (Індуїзм)

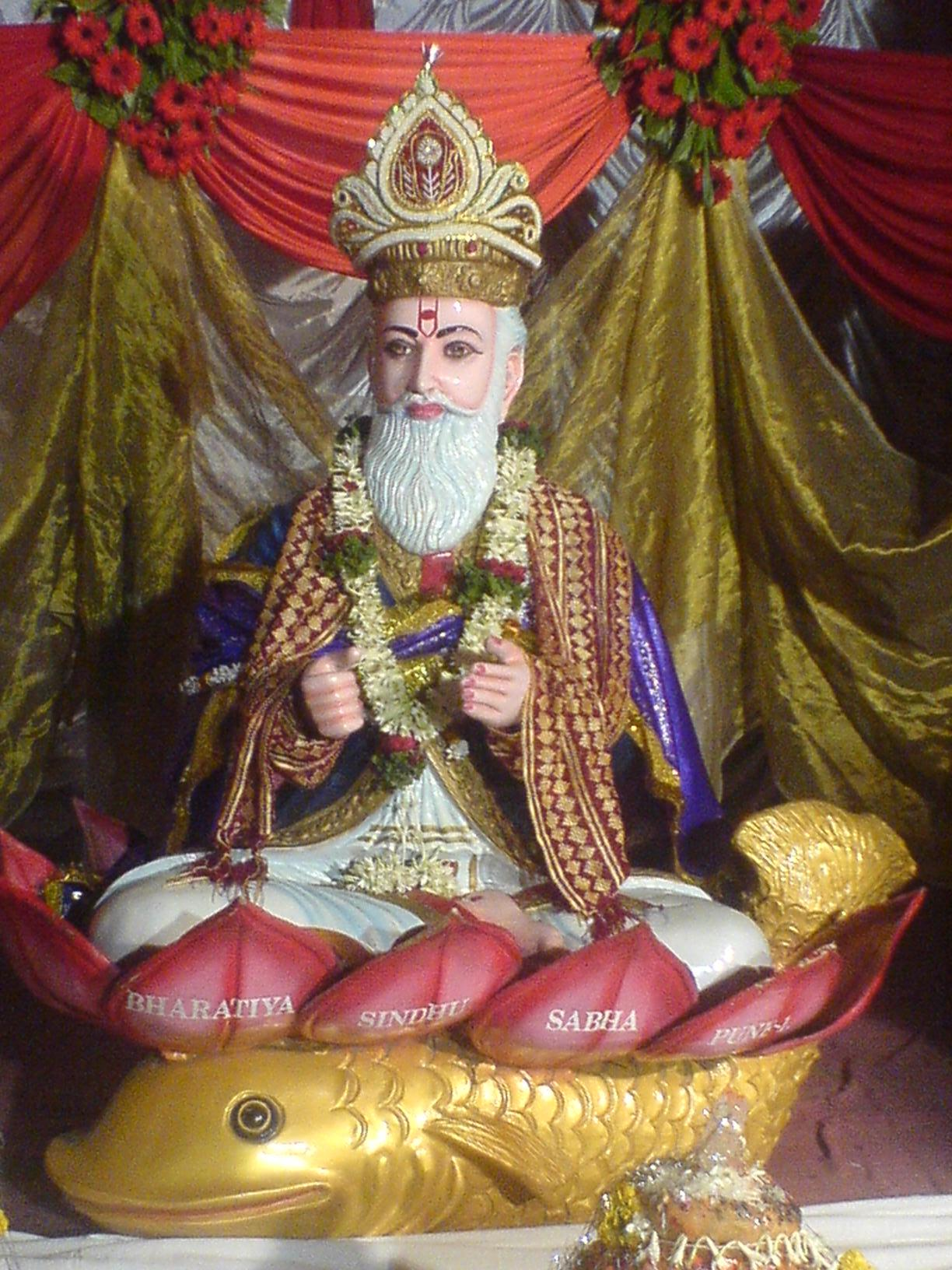
Джулелал сидить на квітці лотоса посеред річки в оточенні пари срібних риб (риба палія).

Джулелал — ім'я, яке означає Іштадева (найшанованіше божество) індуїстів-синдхів, які вважають його втіленням індуїстського бога Варуни. Традиційне виспівування «Aayo Laal Sabhainjo Jhulelal» вважається «закликом ясного духу» в індуїстів синдхів. Після народження його назвали Удай Чанд, що означає «Зростальний місяць». Його також називали «Удеролал» (інколи «Одеролал»). Кажуть, що коли Удеролал був дитиною, його колиска гойдалася, щоб приспати його, через що його назвали «Джулелал» — «Володар гойдалки».
Вважається, що Джулелал зробив кілька чудес, зосереджених навколо ріки Інд, яку індуси вважають місцем його проживання. Індуїсти синдхи поклоняються Джулелалу в святині в Одеро-Лалі в провінції Сінд (Пакистан), яку спільно використовують індуїсти та мусульмани-синдхи. Останні шанують святиню як могилу шейха Тахіра. Друга святиня з назвою «Джулелал Тіртхем» знаходиться в Індії в Нараянсарі, округ Кач, Гуджарат.
Джулелала описували у вигляді людини з розпущеною білою бородою, що сидить на квітці лотоса посеред річки та оточений парою срібних риб (риба палія). Кажуть, що коли він народився, то відкрив свою божественну особистість своєму батькові Раттанчанду та матері Девакі. Коли він відкрив рот, його батьки побачили, як там тече могутня річка Інд і старця, що сидів на рибі палія (великий лосось, що мешкає в Інді).

## Спадщина

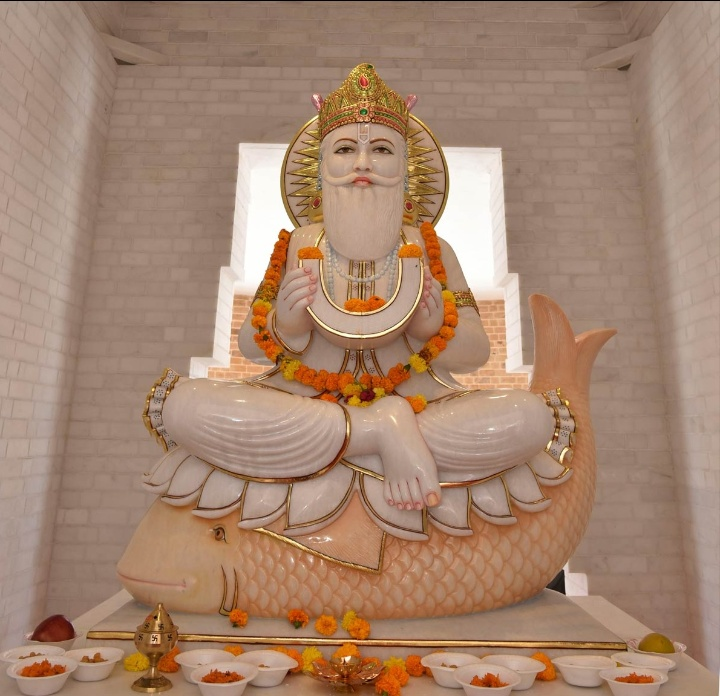
Джулелал сидить на рибі.

Джулелал — це Іштадева (бажаний Бог) народу синдхів. Джулелал продовжує залишатись єднальною силою та центром усієї культурної діяльності громади синдхів. Коли чоловіки виходять у море, їхні жінки моляться Джулелалу про безпечне повернення чоловіків. Вони приносять Богу прасаду з ахи — солодощів з рису, топленого масла, цукру та борошна. Синдхи в усьому світі вітають одне одного словами: «Jaiko chawando Jhulelal thenja thinde Beda-Paar».
Хоча точний час та рік втілення Джулелала невідомі, проте датою його народження вважається приблизно середина Х століття. Серед синдхів поширена думка, що бог води втілився в образі Джулелала.
За легендою, правитель-тиран з іменем Мірхшах (Mirkhshah) з міста Татта наказав, щоб місцеві синдхи прийняли іслам протягом двадцяти чотирьох годин, якщо не погодяться — їх покарають. Місцеві синдхи, боячись цього указу, молилися на березі річки Інд, де потім побачили видіння божества Варуни, яке повідомило, що він перевтілиться в немовля, яке народиться в Насерпурі, щоб позбавити їх від труднощів.
Джулелал народився в перший день індуїстського місяця Чайтра. У цей день індуїсти-синдхи святкують Четі Чанд — Новий рік за індійським календарем. Почувши про народження немовляти, Мірхшах наказав своєму міністру Ахіріо вбити дитину отруєною пелюсткою троянди. Коли Ахіріо побачив немовля, Джулелал посміхнувся, отруєна пелюстка троянди вилетіла з рук Ахіріо. Коли Ахіріо вдруге побачив Джулелала, він здригнувся, бо немовля виросло літнім чоловіком. Тоді, як казали, літній чоловік перетворився на молодого чоловіка, а потім на очах Ахіріо Джулелал став воїном на коні.
Ахіріо повернувся та переказав цю історію Мірхшаху, який побив його та наказав піти на берег Інду та покликати Джулелала. Ахіріо, закликавши Джулелала, чекав його на березі. У цей момент з річки з'явився воїн на конях разом із великим військом. Злякавшись, Ахіріо благав Джулелала стримати своє військо. Потім військо Джулелала зникло в річці, Ахіріо повернувся до палацу, щоб переказати цю історію Мірхшаху. Мірхшах не повірив йому, але запросив Джулелала до свого суду. Потім кажуть, що Джулелал зник і Мірхшах розлютився через це. Згодом послідовники Джулелала пішли до будинку в Насерпурі, де народився Джулелал, і знайшли його там у вигляді немовляти. Немовля втішило збентежених синдхів і наказало їм зібратися біля храму на березі Інду. Коли вони підійшли до річки, спалахнула вогняна буря, яка охопила палаци Мірхшаха. Правитель втік на берег, де він побачив Джулелала, тепер знову воїна, та його послідовників синдхів, захищених від вогняної бурі. Мірхшах впав до ніг Джулелала й він помахом руки припинив бурю. Після врятування синдхів, вважається, що його поглинула земля. На цьому місці був побудований храм, який зараз називають святинею в Одеро-Лалі.
Також синдхи вірять, що Джулелал творив чудеса, наприклад, входження в річку Інд та левітація над островом Буккур (знаходиться в найпівнічнішій частині Сінду).

## Фестивалі

### Четі Чанд
Фестиваль Четі Чанд проводиться в індуїстському місяці Чайтра та знаменує прихід нового року, весни та врожаю, але в громаді синдхів він також означає легендарне народження Удеролала в 1007 році. Удеролал перетворився на воїна та старого проповідника, який сказав Мірхшаху, що мусульмани та індуїсти заслуговують на однакові релігійні свободи. Він, у вигляді Джулелала, став спасителем індусів-синдхів, які, згідно з цією легендою, святкують день народження Удеролала як новий рік.

### Чалія сахеб
Чаліо або Чалія сахеб — це сорокаденне свято індуїстів-синдхів, що висловлюють свою подяку Джулелалу за те, що він врятував їх від нав'язування ісламу. Свято відбувається щороку в липні — серпні; дати змінюються відповідно до індуїстського календаря. Це свято подяки на честь Варуни за те, що він дослухається до їхніх молитов.

## Святиня в Одеро-Лалі
Храм Джулелала в Одеро-Лалі розташований в окрузі Матіарі, майже за 40 кілометрів від округу Сангар у Сінді. Індуїсти та мусульмани можуть одночасно молитися тут.

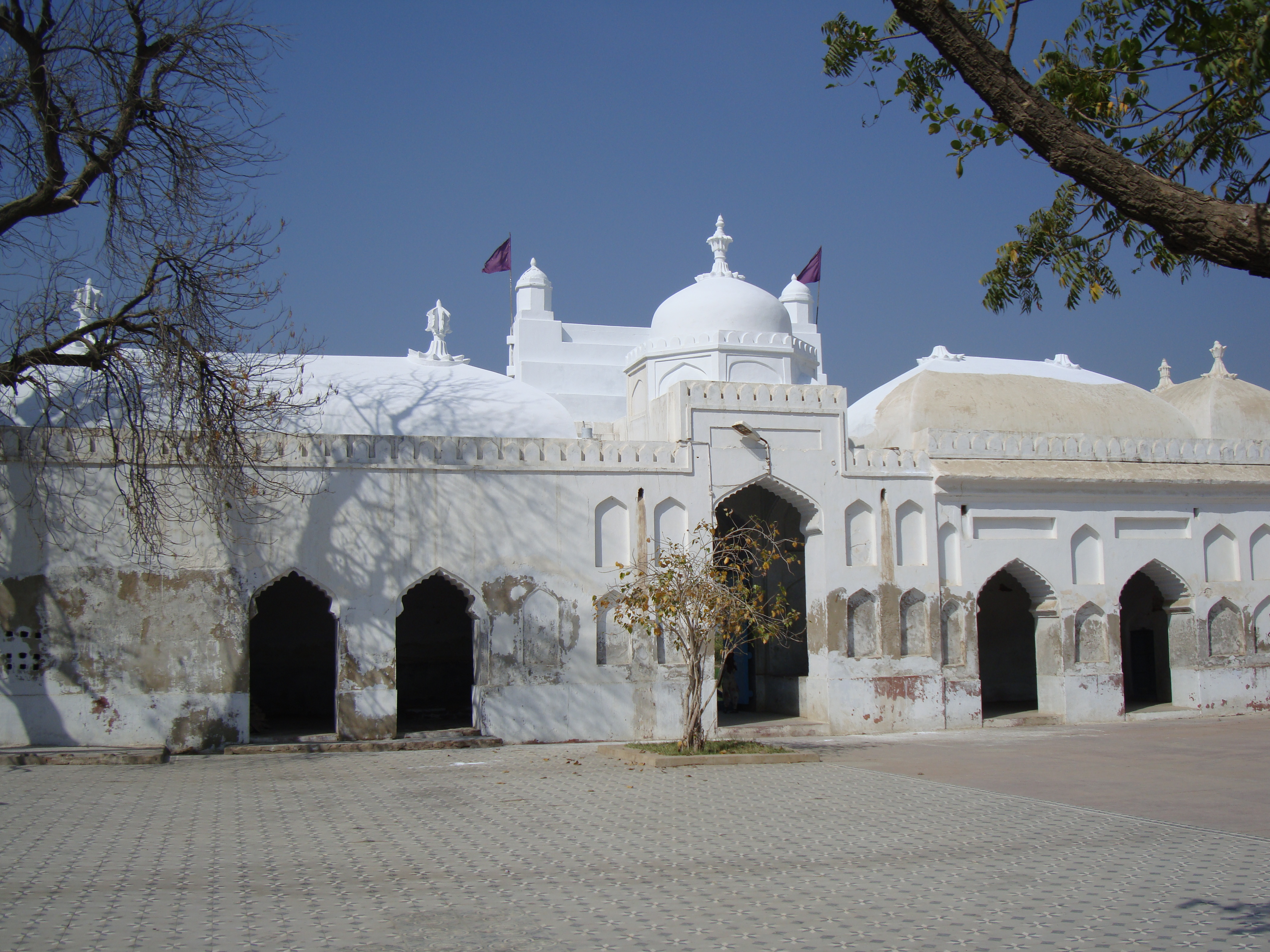
Святиня в Одеро-Лал

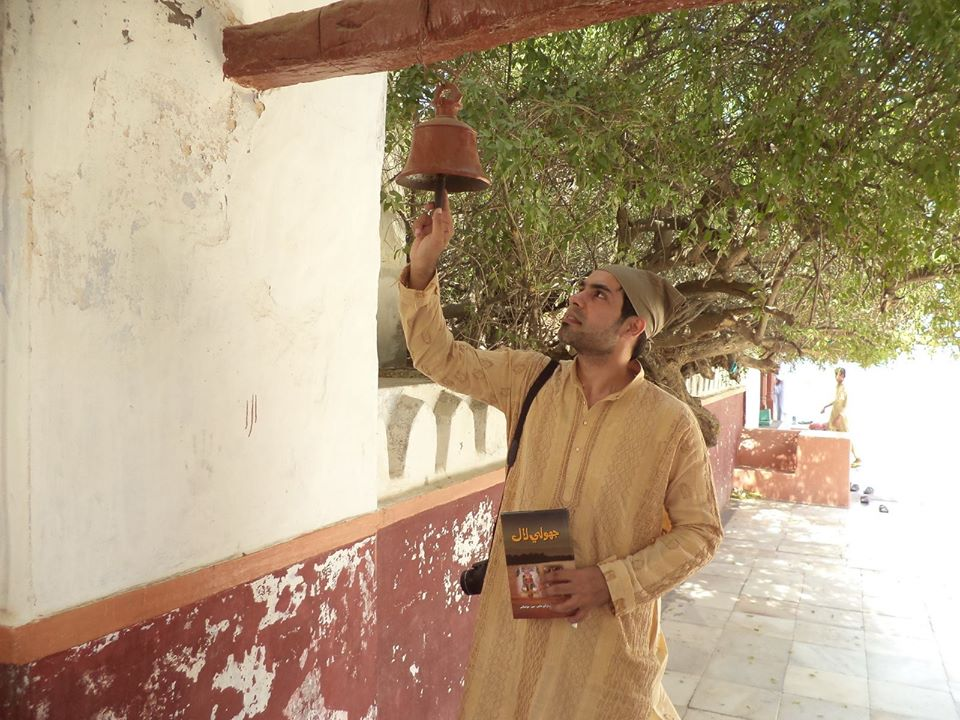
Відвідувачі повинні подзвонити в дзвін перед входом до святині Джулелала, щоб відзначити свою присутність.

Він є резиденцією Дар'япанті, який спочатку був послідовником Горакшанатха, який, своєю чергою, належать до Натхи.

## Джулелал Тіртхем
Індуїсти-синдхи в Індії побудували релігійну святиню та культурний комплекс у Качі, біля кордону з провінцією Сінд. На території комплексу, площею 100 акрів (близько 40 гектарів) знаходиться 100-метрова статуя бога Джулелала, музей, медитаційний центр, глядацька зала, культурний та художньо-ремісничий осередок на 100 місць. Проєкт прагне стати «осередком неповторності синдхів». Він був побудований на пожертви багатих індійських синдхів. Харіш Фабіані, один із основних організаторів проєкту, заявив стосовно нього: «Молоде покоління знає, що вони — синдхи, але вони не знають своєї мови. Ми повинні вивчати нашу мову та культуру. У нас повинно бути місце, яке ми можемо назвати своїм.».

## Гасло Джулелала
«Jeko chawundo Jhule Lal Tehnija Theenda Bera Paar (جيڪو چوندو جهولي لال ، تَنهن جا ٿيندا ٻيڙا پار)» означає: «Бо для кожного, хто промовить «Джулелал» — здійсняться всі бажання» (Викрикуючи ім’я Джулелала — Ваш човен, що пливе по неспокійних водах, безпечно дійде до берега). 

### Іконопис
- У найбільш звичному вигляді Джулелал представлений як бородатий чоловік, що сидить зі схрещеними ногами на квітці лотоса, яка лежить на рибі палії[5]. Видно, що риба пливе річкою Інд. Він тримає в руках священний текст, а іноді чотки. На його голові знаходиться золота корона з павиним пером і він одягнений в царський одяг. Як правило, храмові ідоли зображують його в такому вигляді[18][19].
- В іншій відміні він стоїть на рибі палії або квітці лотоса, тримаючи палицю двома руками, що вказує на його лідерство[20].

## Зовнішні посилання
- All About Sindhis [Архівовано 1 липня 2019 у Wayback Machine.]
- Jhule Lal [Архівовано 24 вересня 2014 у Wayback Machine.]
- Sindhi Deity Jhulelal